# スターゲイト (プロダクション・チーム)
スターゲイトとは、ノルウェー北部のトロンハイムにて結成され、現在はロサンゼルスを本拠に活動中の2人組のソングライター及びプロデュースチームである。主にR&Bやヒップホップを専門分野としている。

## 概要
全米/全英音楽界屈指のヒットメーカーであり、これまでに30曲以上ものトップ10シングルを世に送り出している。彼等が最初に送り込んだ全米トップ1シングルは、Ne-Yoの「So Sick」であり、その後ビヨンセの「Irreplaceable」も続けてトップに輝いた。

## メンバー
- ミッケル・ストリアー・エリクセン (Mikkel Storleer Eriksen)

1972年生まれ。
- トール・エリック・ハーマセン (Tor Erik Hermansen)

1972年生まれ。

### 旧メンバー
- ハルゲアー・ルースタン (Hallgeir Rustan)

## 彼らが手掛けたアーティスト
- マイケル・ジャクソン - 「ア・プレイス・ウィズ・ノー・ネーム」（アルバム『エスケイプ』に収録）
- Ne-Yo
- ビヨンセ
- リアーナ
- ウィズ・カリファ
- ジェニファー・ロペス
- Utada
- レネ・マーリン